# 줄리아 줄리아
《줄리아 줄리아》(Giulia E Giulia, Julia And Julia)는 영국에서 제작된 피터 델 몬트 감독의 1987년 드라마, 스릴러, 미스터리 영화이다. 캐서린 터너 등이 주연으로 출연하였다. 나폴리타노(Napolitano)의 이야기에 기반을 두고 있다.

## 출연

### 주연
- 캐서린 터너
- 가브리엘 번

### 조연
- 가브리엘레 페르제티
- 안젤라 굿윈
- 스팅
- 리디아 브로콜리노
- 노먼 모자토
- 요르고 보야지스

## SBS 성우진 (1994년 9월 25일)
- 최성우 - 줄리아(캐서린 터너)
- 김관철 - 파올로(가브리엘 번)
- 이강룡 - 파올로 아버지(가브리엘레 페르제티)
- 이광자 - 파올로 어머니(안젤라 굿윈)
- 이규화 - 다니엘(스팅)
- 문지현 - 카알라(리디아 브로콜리노)
- 이호인
- 윤병화
- 김강산
- 김혜미
- 박홍식

## 기타
- 라인프로듀서: 케사르 코포
- 미술: 마리오 가르버글리아
- 의상: 니노 세루티